# Šćepan Mali
Šćepan Mali (ca. 1739 – Klooster van Donji Brčeli, 22 september 1773) was de eerste en enige tsaar van Montenegro. Hij was een bedrieger die beweerde een verbannen Russische tsaar te zijn en voor enige jaren over Montenegro regeerde.

## Achtergrond
In 1762 verloor de Russische tsaar Peter III zijn troon na een complot van zijn vrouw Catharina II van Rusland. Enkele jaren lang deden de geruchten de ronde dat Peter III niet dood was en dit leidde ertoe dat diverse personen pretendeerden de Russische tsaar te zijn, waaronder Jemeljan Poegatsjov en ook Šćepan Mali.

## Biografie
Šćepan Mali was waarschijnlijk afkomstig uit Dalmatië en zijn familienaam zou Rajcević zijn geweest. Šćepan dook voor het eerst op als arts nabij de toen nog Venetiaanse stad Budva. Hij wist een groep monniken en leden van de Montenegrijnse elite te overtuigen en deze brachten de geruchten in omloop dat Šćepan de Russische tsaar was. Ongeveer een jaar later had hij genoeg roem vergaard om daadwerkelijk te claimen dat hij de tsaar was.
Door de golf van opwinding onder de bevolking geloofde ook prins-bisschop Sava Petrović de claim van Šćepan. De prins-bisschop kreeg al snel informatie door van een Russische ambtenaar dat Šćepan een bedrieger was, maar toen hij probeerde in actie te komen tegen de pretendent liet Šćepan zijn eigendommen plunderen. In februari 1768 wist Šćepan zichzelf te installeren als de nieuwe heerser van Montenegro.
Het nieuws over zijn troonsbestijging verspreidde zich over Europa en ondanks dat veel mensen in de buitenwereld wisten dat Šćepan een bedrieger was bleek het moeilijk te zijn om van de nieuwe vorst van Montenegro af te komen. De Venetianen ondernamen in 1768 de eerste strafexpedities in de Balkan tegen dorpen die Šćepan steunden. Ook trokken er Ottomaanse legers op richting Montenegro. Šćepan was niet bij machte om dit gevaar het hoofd te bieden en dook onder. De Ottomaanse invasie kwam tot een einde nadat een storm het buskruit onbruikbaar had gemaakt waardoor ze gedwongen waren om een wapenstilstand te sluiten.
Ondertussen was er ook een oorlog tussen Rusland en het Ottomaanse Rijk uitgebroken en de Russen moedigden de bevolking van de Balkan aan om in opstand te komen tegen de Ottomanen. De Russen stuurden ook vorst Joeri Dolgoroekov naar Montenegro en deze slaagde erin om Šćepan gevangen te nemen. Toen Dolgoroekov erachter kwam dat zijn eigen autoriteit niet groot genoeg was in Montenegro, liet hij Šćepan weer vrij en installeerde hij deze weer als tsaar. Toch was door deze actie de reputatie van Šćepan beschadigd geraakt. In 1773 slaagden de Ottomanen erin om de lijfwachten van Šćepan om te kopen die hem daarop vermoordden.
- Gemeinsame Normdatei: 119281511
- International Standard Name Identifier: 0000 0001 1818 5275
- Library of Congress Control Number: n95010746
- Nationale Bibliotheek van Tsjechië: jx20110315034
- Virtual International Authority File: 169184654
- WorldCat: E39PBJcKKdftvP4v9Fr7rhmTpP